# 김성일 (법조인)
김성일(金聖一, 1935년 ~ 1995년 10월 31일)은 서울고등법원장을 역임한 법조인이다. 현직 재직 중에 뇌출혈로 사망하였다.

## 생애
1935년 서울특별시에서 태어나 경동고등학교와 서울대학교 법학과를 졸업하고 1962년 제14회 고등고시 사법과에 합격하여 대전지방법원 천안지원 판사에 임용되어 서울지방법원, 서울고등법원 부장판사와 대법원 재판연구관을 하다가 서울지법 북부지원장, 수원지방법원, 제주지방법원(1991년 1월 30일), 대전고등법원에서 법원장을 역임하다가  1995년 2월 16일에 서울고등법원으로 전보된 뒤 8개월여 재직하다가 뇌출혈로 사망하여  서울고등법원장으로 영결식을 가졌다.

## 주요 판결
- 부산지방법원 형사5부 재판장으로 재직하던 1978년 12월 19일에  "예비군에 편입한 사람이 거주지를 이동한 경우에는 해당 예비군 중대에 14일이내에 신고하지 않았다는 사실만으로 향토예비군설치법을 위반했다고 볼 수 없다"고 하면서 무죄를 선고했다.[2]
- 부산지방법원 민사2부 재판장으로 재직하던 1979년 2월 26일에 "원고의 근로능력을 55세 까지로 인정하여 이때까지의 기대수익 상실액과 위자료 14,195,691원을 지급하라"고 했다.[3]
- 서울고등법원 형사2부 재판장으로 재직하던 1985년 5월 16일에 한국경찰의 요청에 따라 인터폴에서 영어로 번역해 복사한 홍콩 경찰의 신문조서에 대해 증거능력을 부인한 원심을 파기하면서 증거로 채택하여 무기징역을 선고했다. 인터폴 조서를 유죄 증거로 채택한 최초 사례다.[4]
- 서울고등법원 특별2부 재판장으로 재직하던 1988년 6월 9일에 현대엔진 전 노조위원장이 중앙노동위원회를 상대로 낸 부당 노동행위 구제 재심판정 취소청구 소송 1회공판에서 원고의 아버지가 "구속된 아들은 울산지청 검사가 법원 소환장을 무시하고 호송을 연기하여 참석할 수 없게 되어 대신 왔다"고 하자 재판장이 "소환장을 보냈으니 알 바가 아니다"는 등의 말을 한 것에 대해 방청석에서 "판사가 고압적인 자세로 사람을 대할 수 있느냐"고 말한 고려대 학생에 대해 감치 3일 처분했다. 행정소송에서 최초 감치 처분이다.[5]